# Свободне (Волноваський район)
Свобо́дне (давня назва — Апостолівка) — село Волноваської міської громади Волноваського району Донецької області, Україна. Населення складає — 1795 осіб.

## Географія
Село Свободне розташоване за 72 км від обласного центру та 15 км від районного центру, на березі річки Малий Кальчик.

## Населення

### Мова
Розподіл населення за рідною мовою за даними перепису 2001 року:
| Мова            | Кількість | Відсоток |
| --------------- | --------- | -------- |
| українська      | 1557      | 86.74%   |
| російська       | 233       | 12.97%   |
| грецька         | 2         | 0.11%    |
| білоруська      | 1         | 0.06%    |
| вірменська      | 1         | 0.06%    |
| інші/не вказали | 1         | 0.06%    |
| Усього          | 1795      | 100%     |

За даними перепису 2001 року населення села становило 1795 осіб, з них 86,74 % зазначили рідною мову українську, 12,98 % — російську, 0,11 % — грецьку, 0,06 % — вірменську та білоруську мови.

## Економіка
Сільське господарство «Авангард», центральна садиба якого розташована у Свободному, має 3194 га орної землі. Вирощуються зернові культури, напрямок у тваринництві — виробництво м'яса і молока. У 1969 році з зібрано 28,6 центнерів з гектара зернових. За трудові досягнення орденом Леніна були нагороджені завідувач молочнотоварної ферми В. М. Нестеренко і заступник голови правління колгоспу І. М. Литвин.

## Транспорт
Через село двічі на день прямує автобус сполученням Маріуполь — Волноваха.
За 2 км від села знаходиться пасажирський залізничний зупинний пункт Тавла та за 14,3 км станція Карань.